# Michael Zwingmann

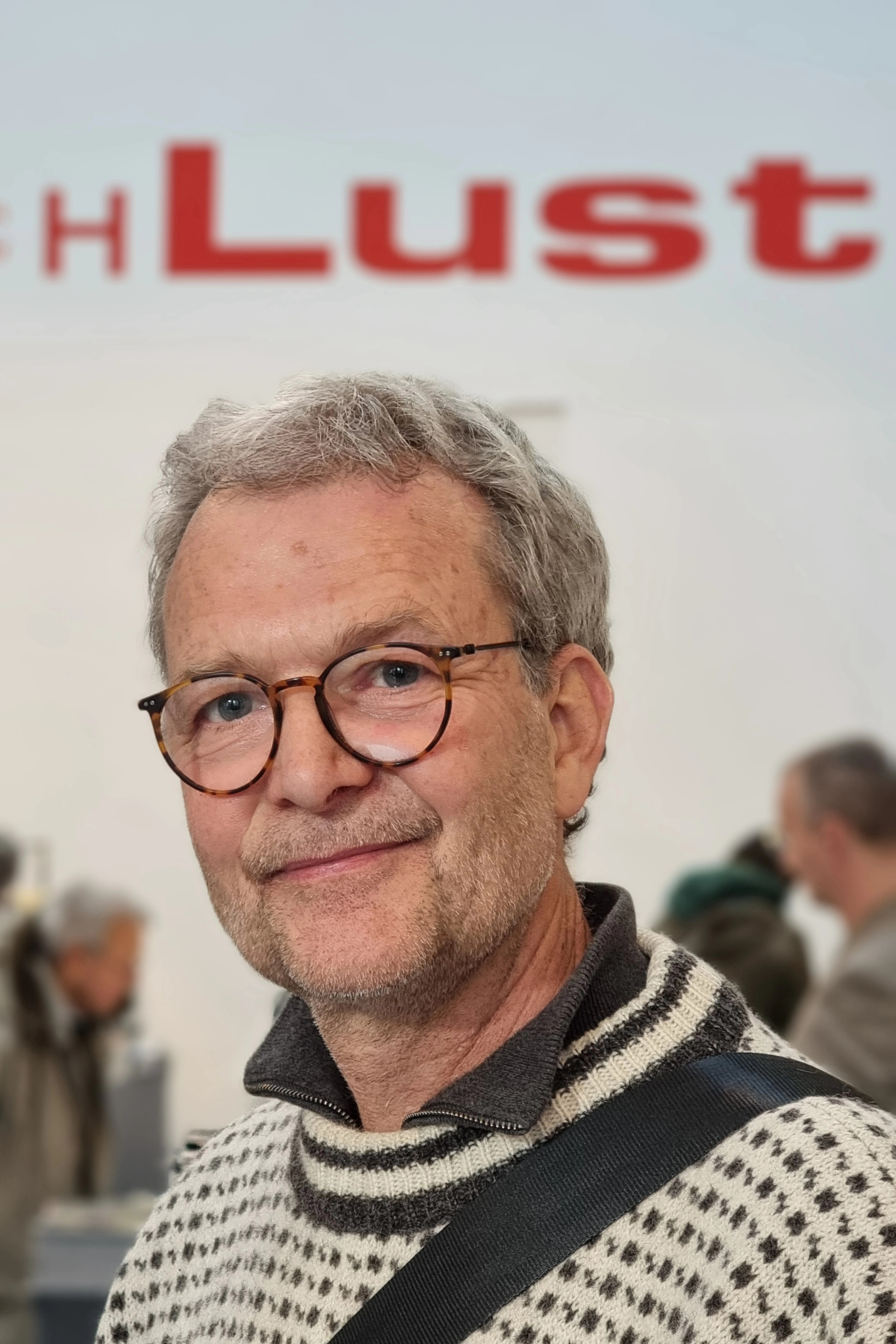
Michael Zwingmann 2024 auf der Buchlust

Michael Zwingmann (* 1964 in Hannover) ist ein deutscher Bildhauer.

## Leben
Nach dem Abitur 1983 in Gehrden studierte Zwingmann von 1985 bis 1993 Freie Kunst an der Fachhochschule Hannover. 1987 bis 1988 ging er für ein Studienjahr nach Indien und unternahm später Studienreisen nach Korea, Japan, Nepal und in die USA. 1991 heiratete er die Künstlerin Kwanho Yuh. Das Paar hat zwei Kinder.
Seit 1994 war er an Ausstellungen in Norwegen, Korea, Japan, Italien, Ungarn, England und Deutschland beteiligt. Von 1999 bis 2008 war Zwingmann Lehrbeauftragter an der Universität Lüneburg. Seit 2007 ist er künstlerisch-wissenschaftlicher Mitarbeiter an der TU Braunschweig. Im Rahmen der Sommerakademie gibt er seit 2006 am Gustav Stresemann Institut in Bad Bevensen Bronzegusskurse.
Zwingmann war Kurator der Kunstachse Lahe (2007) und der Ausstellung Licht und Schatten im Kaiserdom Königslutter (2010). Michael Zwingmann lebt und arbeitet in Hannover. Er ist Mitglied der Darmstädter Sezession (1998), Koordinator der internationalen Vereinigung sculpture network für Niedersachsen und Mitglied im Deutschen Künstlerbund. Als Künstlerischer Leiter des Auf- und Abbaus ist er für die Biennale Blickachsen tätig.

## Auftragsarbeiten
- 2008: Invasion –  Klinik für Psychiatrie und Psychotherapie, Marburg
- 2005: Stein Klang Stele –  Aegidienkirchenruine, Hannover (mit H. Thomas)
- 1996: Pas de Deux –  Skulptur für die Berufsakademie, Karlsruhe
- 1996: Außenanlagengestaltung –  Deutsche Asphalt, Hannover (mit F. Brants)
- 1992: Mitarbeit an der Gestaltung des Marktplatzes –  Larvik, Norwegen
- 1987–93: Mitarbeit am Mahnmal für das KZ Außenlager Ahlem, Hannover, und an den „Gedenksteinen für die Opfer des Golfkrieges“, Hannover
- 1986–8:7 Bronzeplastik –  Friedhof Lahe, Hannover

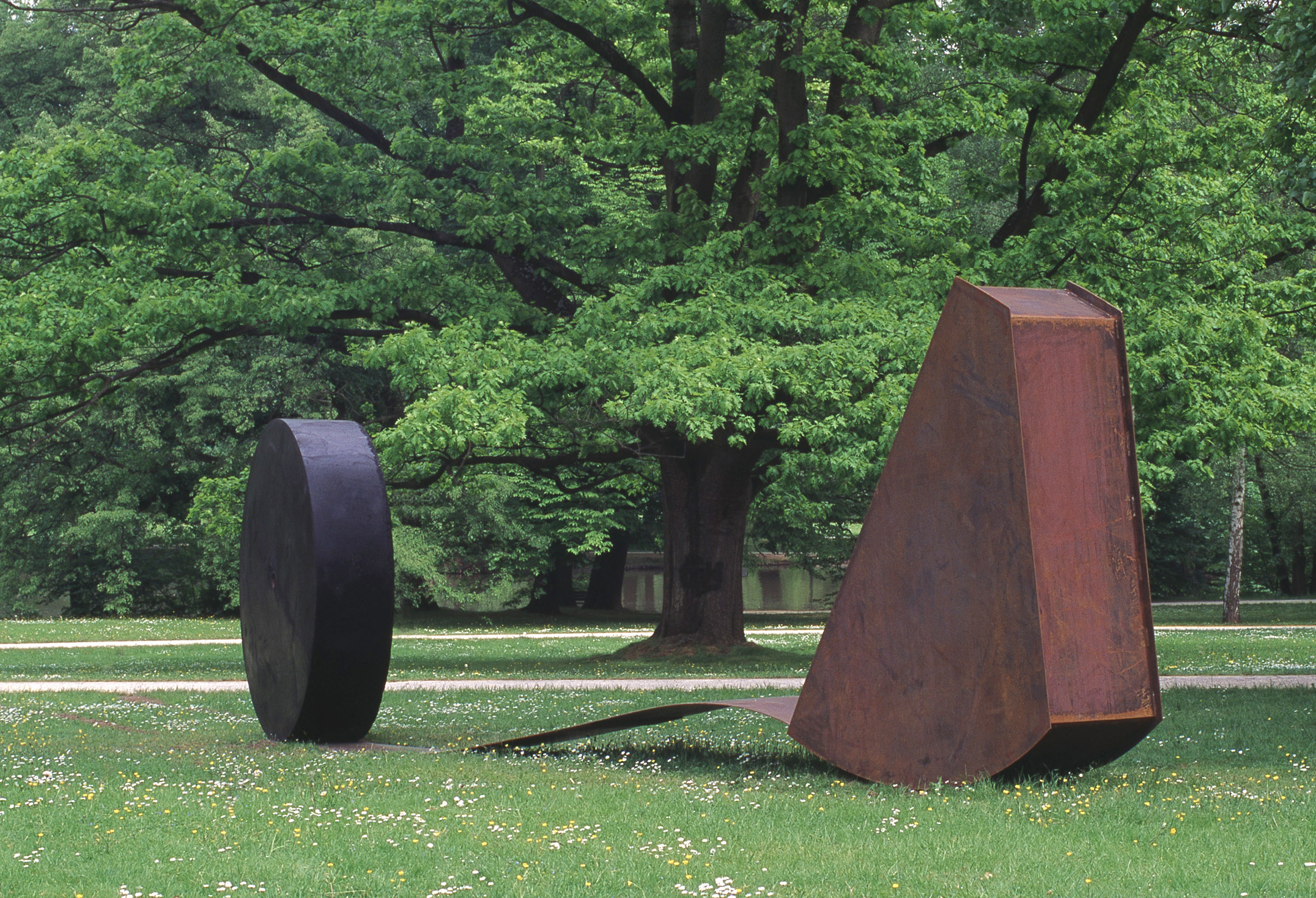
Chamäleon, Blickachsen 3, Bad Homburg

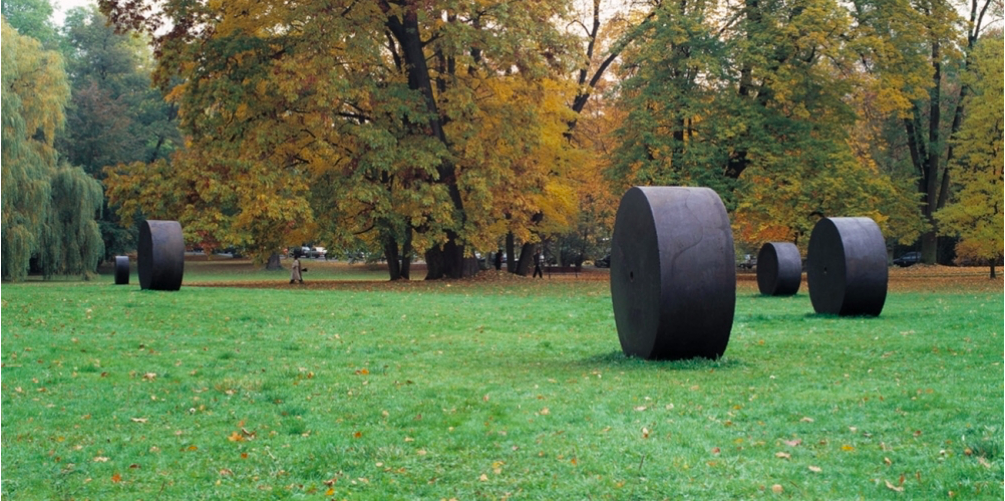
Invasion, Bad Homburg 1999

## Arbeiten im Öffentlichen Raum
- 1999: tracce-spuren – Eschede[3]
- 1997: 5. Bildhauersymposiums in Holzminden
- 1995: Skulpturenwettbewerb der Stadt Garbsen
- 1994: Kunst in der Leineaue, Seelze

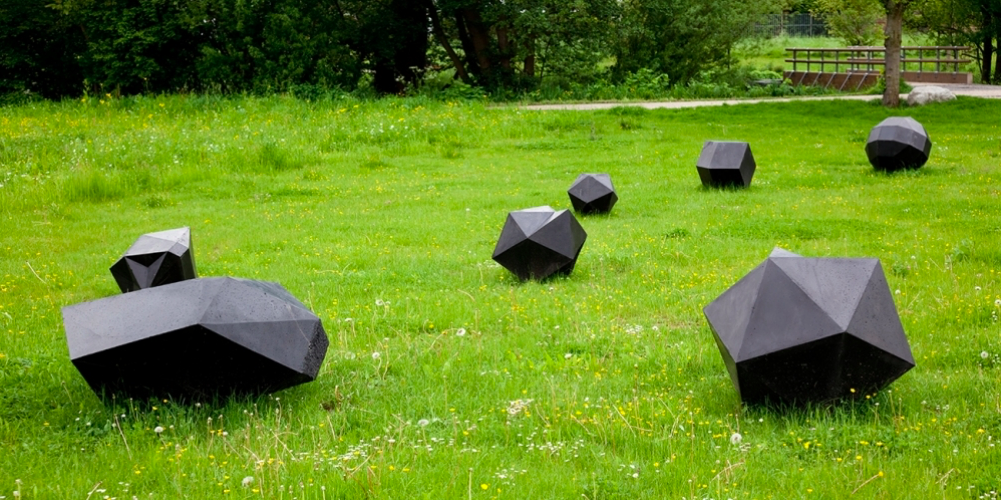
Das Phänomen der schwarzen Löcher, Eschborn 2013

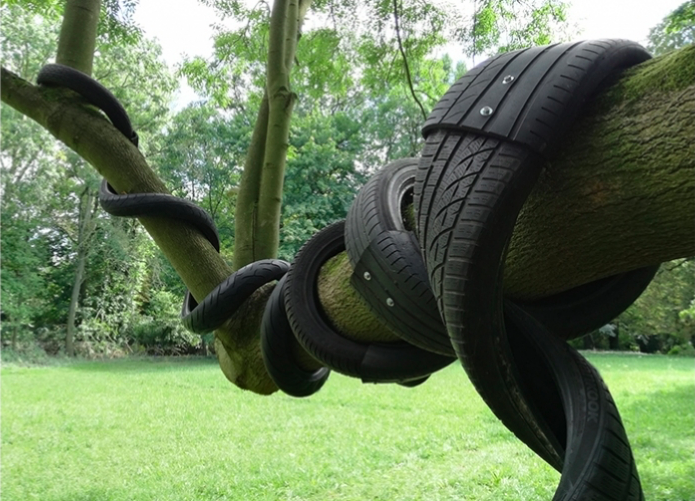
Verformung, Rittergut Ricklingen 2017

## Ausstellungen (Auswahl)
- 2019 Darmstädter Sezession, 100 Jahre Den Bogen spannen
- 2018 Wechselgesang St. Wiperti Quedlinburg
- 2015 Nord Art Carlshütte, Büdelsdorf
- 2015 As time goes by ZIF Bielefeld
- 2013 Eschborn, Blickachsen 9
- 2012 Hannover, flusswärts 2
- 2010 Korea, Thinking about Korea, Mass[4]
- 2009 USA, Sculpture for New Orleans[5]
- 2008 England, Yorkshire Sculpture Park[6]
- 2011 Museum Zollhaus,  Simbach am Inn
- 2010 Licht und Schatten –  Kaiserdom –  Königslutter
- 2010 12 Positionen –  Szeget,  Ungarn
- 2009 Refugium –  St Benno –  Hannover
- 2007 Asia – Europe mediations –  Kunsthalle Faust, Hannover
- 2005 Bi-lingual –  Galerie Scheffel, Bad Homburg
- 2002, 2000, 1998 Darmstädter Sezession –  Ziegelhütte, Darmstadt
- 2001, 1999 Blickachsen II, III –  Kurpark, Bad Homburg  v.d. Höhe
- 2000 99 Standpunkte, Langenhagen
- 2000 Balance arttrail – Hannover
- 2000 Skulpturenweg Rheinland-Pfalz –  BuGa-Gelände, Kaiserslautern
- 1999 tracce-spuren – Eschede[7]
- 1999 Everywhere you want to be –  Villa Minimo, Hannover